# Joegoslavië op de Olympische Zomerspelen 1988
Joegoslavië nam deel aan de Olympische Zomerspelen 1988 in Seoul, Zuid-Korea. De ploeg, bestaande uit 117 mannen en 38 vrouwen, eindigde op de zestiende plaats in het medailleklassement, dankzij drie gouden, vier zilveren en vijf bronzen medailles.

## Medailles
| Sport       | Olympiër | Discipline            | Medaille |
| ----------- | --- | --------------------- | -------- |
| Schietsport | Goran Maksimović | 10m luchtgeweer (m)   | Goud     |
| Schietsport | Jasna Šekarić | 10m luchtpistool (v)  | Goud     |
| Waterpolo   | Dragan Andrić Mislav Bezmalinović Perica Bukić Igor Gočanin Deni Lušić Igor Milanović Tomislav Paškvalin Renco Posinković Goran Rađenović Dubravko Šimenc Aleksandar Šoštar Mirko Vičević Veselin Đuho                   | mannen)               | Goud     |
| Basketbal   | Dražen Petrović Zdravko Radulović Zoran Čutura Toni Kukoč Žarko Paspalj Željko Obradović Jure Zdovc Stojko Vranković Vlade Divac Franjo Arapović Dino Rađa Danko Cvjetičanin                                             | mannen                | Zilver   |
| Basketbal   | Stojna Vangelovska Mara Lakić Žana Lelas Eleonora Vild Kornelija Kvesić Danira Nakić Slađana Golić Polona Dornik Razija Mujanović Vesna Bajkuša Anđelija Arbutina Bojana Milošević                                       | vrouwen               | Zilver   |
| Tafeltennis | Ilija Lupulesku Zoran Primorac | dubbelspel (m)        | Zilver   |
| Worstelen   | Šaban Trstena | -52kg vrije stijl (m) | Zilver   |
| Boksen      | Damir Škaro | -81kg (m)             | Brons    |
| Handbal     | Rolando Pušnik Momir Rnić Muhamed Memić Zlatko Saračević Iztok Puc Goran Perkovac Irfan Smajlagić Zlatko Portner Veselin Vujović Jožef Holpert Boris Jarak Mirko Bašić Alvaro Načinović Slobodan Kuzmanovski Ermin Velić | mannen                | Brons    |
| Roeien      | Bojan Prešern Sadik Mujkič | twee-zonder (m)       | Brons    |
| Schietsport | Jasna Šekarić | 25m pistool (v)       | Brons    |
| Tafeltennis | Gordana Perkučin Jasna Fazlić-Reed | dubbelspel (v)        | Brons    |

## Deelnemers en resultaten per onderdeel

### Atletiek
| Olympiër                                                            | Discipline       | Resultaat | Prestatie                                                                            |
| ------------------------------------------------------------------- | ---------------- | --------- | ------------------------------------------------------------------------------------ |
| Slobodan Branković                                                  | 400m (m)         | 34e       | serie 9: 5de in 46,59                                                                |
| Ismail Mačev                                                        | 400m (m)         | 33e       | serie 10: 5de in 46,37                                                               |
| Slobodan Popović                                                    | 800m (m)         | 10e       | serie 8: 3de in 1.46,49 kwartfinale 3: 2de in 1.45,30 halve finale 1: 6de in 1.45,11 |
| Branko Zorko                                                        | 1500m (m)        | 36e       | serie 1: 9de in 3.45,52                                                              |
| Branislav Karaulić                                                  | 400m horden (m)  | 22e       | serie 3: 5de in 50,54                                                                |
| Rok Kopitar                                                         | 400m horden (m)  | 28e       | serie 4: 5de in 51,32                                                                |
| Branislav Karaulić Slobodan Popović Slobodan Branković Ismail Mačev | 4x400m (m)       | 9e        | serie 2: 2de in 3.05,62 halve finale 2 : 5de in 3.01,59                              |
| Mirko Vindiš                                                        | marathon (m)     | 25e       | 2:17.47                                                                              |
| Sejad Krdžalić                                                      | speerwerpen (m)  | 12e       | kwalificatie groep A: 7de met 79,90 m finale: 12de met 73,28 m                       |
|                                                                     |                  |           |                                                                                      |
| Slobodanka Čolović                                                  | 800m (v)         | 4e        | serie 1: 2de in 2.01,80 halve finale 1: 3de in 1.57,49 finale: 4de in 1.57,50        |
| Biljana Petrović                                                    | hoogspringen (v) | 22e       | kwalificatie groep A: 11de met 1,80 m                                                |

### Basketbal

#### Mannen
| Olympiër | Discipline | Resultaat | Prestatie |
| --- | ---------- | --------- | --- |
| Dražen Petrović Zdravko Radulović Zoran Čutura Toni Kukoč Žarko Paspalj Željko Obradović Jure Zdovc Stojko Vranković Vlade Divac Franjo Arapović Dino Rađa Danko Cvjetičanin | mannen     | Zilver    | groep A: 1ste W van Sovjet-Unie: 92-79 W van Centraal-Afrikaanse Republiek: 92-79 W van Zuid-Korea: 104-92 W van Australië: 98-78 V van Puerto Rico: 72-74 kwartfinale: W van Canada: 95-73 halve finale: W van Australië: 91-70 finale: V van Sovjet-Unie: 63-76 |

| Groep A |                               |             |             |             |            |            |            |        |
| #       | Land                          | Wedstrijden | Wedstrijden | Wedstrijden | Doelpunten | Doelpunten | Doelpunten | Punten |
| #       | Land                          | G           | W           | V           | V          | T          | Saldo      | Punten |
| 1       | Joegoslavië                   | 5           | 4           | 1           | 468        | 384        | +84        | 9      |
| 2       | Sovjet-Unie                   | 5           | 4           | 1           | 460        | 393        | +67        | 9      |
| 3       | Australië                     | 5           | 3           | 2           | 429        | 408        | +21        | 8      |
| 4       | Puerto Rico                   | 5           | 3           | 2           | 382        | 387        | -5         | 8      |
| 5       | Centraal-Afrikaanse Republiek | 5           | 1           | 4           | 346        | 436        | -90        | 6      |
| 6       | Zuid-Korea                    | 5           | 0           | 5           | 384        | 461        | -77        | 5      |

| Ronde          | Datum | Plaats                        | Land   | Score       | Land |
| -------------- | ----- | ----------------------------- | ------ | ----------- | ---- |
| Groepsfase     |       |                               |        |             |      |
| 18 september   | Seoel | Sovjet-Unie                   | 79-92  | Joegoslavië |      |
| 20 september   | Seoel | Centraal-Afrikaanse Republiek | 79-92  | Joegoslavië |      |
| 21 september   | Seoel | Zuid-Korea                    | 92-104 | Joegoslavië |      |
| 23 september   | Seoel | Australië                     | 78-98  | Joegoslavië |      |
| 24 september   | Seoel | Puerto Rico                   | 74-72  | Joegoslavië |      |
| Kwartfinale    |       |                               |        |             |      |
| 26 september   | Seoel | Joegoslavië                   | 95-73  | Canada      |      |
| Halve finale   |       |                               |        |             |      |
| 28 september   | Seoel | Joegoslavië                   | 91-70  | Australië   |      |
| Bronzen finale |       |                               |        |             |      |
| 30 september   | Seoel | Joegoslavië                   | 63-76  | Sovjet-Unie |      |

#### Vrouwen
| Olympiër | Discipline | Resultaat | Prestatie |
| --- | ---------- | --------- | --- |
| Stojna Vangelovska Mara Lakić Žana Lelas Eleonora Vild Kornelija Kvesić Danira Nakić Slađana Golić Polona Dornik Razija Mujanović Vesna Bajkuša Anđelija Arbutina Bojana Milošević | vrouwen    | Zilver    | groep B: 2de W van China: 56-53 V van Verenigde Staten: 74-101 W van Tsjecho-Slowakije: 69-57 halve finale: W van Australië: 57-56 finale: V van Verenigde Staten: 70-77 |

| Groep B |                   |             |             |             |        |        |        |        |
| #       | Land              | Wedstrijden | Wedstrijden | Wedstrijden | Punten | Punten | Punten | Punten |
| #       | Land              | G           | W           | V           | V      | T      | Saldo  | Punten |
| 1       | Verenigde Staten  | 3           | 3           | 0           | 282    | 234    | +49    | 6      |
| 2       | Joegoslavië       | 3           | 2           | 1           | 199    | 211    | -12    | 5      |
| 3       | China             | 3           | 1           | 2           | 200    | 214    | -14    | 4      |
| 4       | Tsjecho-Slowakije | 3           | 0           | 3           | 202    | 224    | -22    | 3      |

| Ronde        | Datum | Plaats            | Land   | Score            | Land |
| ------------ | ----- | ----------------- | ------ | ---------------- | ---- |
| Groepsfase   |       |                   |        |                  |      |
| 19 september | Seoel | China             | 53-56  | Joegoslavië      |      |
| 22 september | Seoel | Verenigde Staten  | 101-74 | Joegoslavië      |      |
| 25 september | Seoel | Tsjecho-Slowakije | 57-69  | Joegoslavië      |      |
| Halve finale |       |                   |        |                  |      |
| 27 september | Seoel | Australië         | 56-57  | Joegoslavië      |      |
| Finale       |       |                   |        |                  |      |
| 29 september | Seoel | Joegoslavië       | 70-77  | Verenigde Staten |      |

### Boksen
| Olympiër             | Discipline  | Resultaat | Prestatie |
| -------------------- | ----------- | --------- | --- |
| Ljubiša Simić        | -57kg (m)   | 17e       | 1ste ronde: vrij 2de ronde: V van URS Kazaryan: 0-5 |
| Vukašin Dobrašinović | -63,5kg (m) | 17e       | 1ste ronde: W van BUL Abadzhiev: 3-2 2de ronde: V van GUY Carew: 1-4                                                                                     |
| Đorđe Petronijević   | -67kg (m)   | 17e       | 1ste ronde: vrij 2de ronde: V van KEN Wangila: scheidsrechterlijke beslissing                                                                            |
| Darko Dukić          | -75kg (m)   | 9e        | 1ste ronde: vrij 2de ronde: W van SAM Lesiva: scheidsrechterlijke beslissing 3de ronde: V van CAN Marcus: knock-out                                      |
| Damir Škaro          | -81kg (m)   | Brons     | 1ste ronde: W van BUL Kirilov: 3-2 2de ronde: W van NGR Imadiyi: 5-0 kwartfinale: W van KEN Akhasamba: 5-0 halve finale: V van URS Shanavazov: walk-over |
| Željko Mavrović      | -91kg (m)   | 9e        | 1ste ronde: vrij 2de ronde: V van KOR Baik: 0-5 |
| Aziz Salihu          | +91kg (m)   | 9e        | 1ste ronde: vrij 2de ronde: V GDR Kaden: 0-5 |

### Gymnastiek
| Olympiër      | Discipline               | Resultaat | Prestatie                                                               |
| Ritmisch      | Ritmisch                 | Ritmisch  | Ritmisch                                                                |
| ------------- | ------------------------ | --------- | ----------------------------------------------------------------------- |
| Milena Reljin | individueel (v)          | 9e plaats | kwalificatie: 6de met 39,00 punten punten finale: 9de met 58,500 punten |
| Dara Terzić   | individueel (v)          | 39e       | kwalificatie: 39ste met 36,00 punten                                    |
| Turnen        |                          |           |                                                                         |
| Jože Kolman   | individuele meerkamp (m) | 82e       | kwalificatie: 82ste met 110,45 punten                                   |

### Handbal

#### Mannen
| Olympiër | Discipline | Resultaat | Prestatie |
| --- | ---------- | --------- | --- |
| Rolando Pušnik Momir Rnić Muhamed Memić Zlatko Saračević Iztok Puc Goran Perkovac Irfan Smajlagić Zlatko Portner Veselin Vujović Jožef Holpert Boris Jarak Mirko Bašić Alvaro Načinović Slobodan Kuzmanovski Ermin Velić | mannen     | Brons     | groep A: 2de V van Sovjet-Unie: 18-24 W van Verenigde Staten: 31-23 W van Algerije: 23-22 G van IJsland: 19-19 W van Zweden: 21-15 bronzen finale: W van Hongarije: 27-23 |

| Groep A |                  |             |             |             |             |            |            |            |        |
| #       | Land             | Wedstrijden | Wedstrijden | Wedstrijden | Wedstrijden | Doelpunten | Doelpunten | Doelpunten | Punten |
| #       | Land             | G           | W           | G           | V           | V          | T          | Saldo      | Punten |
| 1       | Sovjet-Unie      | 5           | 5           | 0           | 0           | 130        | 82         | +48        | 10     |
| 2       | Joegoslavië      | 5           | 3           | 1           | 1           | 116        | 109        | +7         | 7      |
| 3       | Zweden           | 5           | 3           | 0           | 2           | 106        | 91         | +15        | 6      |
| 4       | IJsland          | 5           | 2           | 1           | 2           | 96         | 102        | -6         | 5      |
| 5       | Algerije         | 5           | 1           | 0           | 4           | 89         | 109        | -20        | 2      |
| 6       | Verenigde Staten | 5           | 0           | 0           | 5           | 81         | 125        | -44        | 0      |

| Ronde          | Datum | Plaats      | Land  | Score            | Land |
| -------------- | ----- | ----------- | ----- | ---------------- | ---- |
| Groepsfase     |       |             |       |                  |      |
| 20 september   | Seoel | Joegoslavië | 18-24 | Sovjet-Unie      |      |
| 22 september   | Seoel | Joegoslavië | 31-23 | Verenigde Staten |      |
| 24 september   | Seoel | Joegoslavië | 23-22 | Algerije         |      |
| 26 september   | Seoel | Joegoslavië | 19-19 | IJsland          |      |
| 28 september   | Seoel | Joegoslavië | 25-21 | Zweden           |      |
| Bronzen finale |       |             |       |                  |      |
| 1 oktober      | Seoel | Joegoslavië | 27-23 | Zweden           |      |

#### Vrouwen
| Olympiër | Discipline | Resultaat | Prestatie |
| --- | ---------- | --------- | --- |
| Desanka Stojanović Dragana Pešić Dragica Đurić Ljiljana Marković Ljiljana Mugoša Ljubinka Janković Mirjana Đurica Mirjana Krstić Nataša Kolega Slavica Djukić Slavica Rinčić Svetlana Mičić Svetlana Mugoša-Antić Svetlana Anastasovski-Obućina Zita Galic | vrouwen    | 4e        | groep B: 2de W van Verenigde Staten: 19-18 W van Zuid-Korea: 22-19 V van Tsjecho-Slowakije: 17-21 finale groep: 4de V van Sovjet-Unie: 15-18 V van Noorwegen: 15-20 |

| Groep B |                   |             |             |             |             |            |            |            |        |
| #       | Land              | Wedstrijden | Wedstrijden | Wedstrijden | Wedstrijden | Doelpunten | Doelpunten | Doelpunten | Punten |
| #       | Land              | G           | W           | G           | V           | V          | T          | Saldo      | Punten |
| 1       | Zuid-Korea        | 3           | 2           | 0           | 1           | 76         | 67         | +9         | 4      |
| 2       | Joegoslavië       | 3           | 2           | 0           | 1           | 58         | 58         | 0          | 4      |
| 3       | Tsjecho-Slowakije | 3           | 2           | 0           | 1           | 81         | 69         | +12        | 4      |
| 4       | Verenigde Staten  | 3           | 0           | 0           | 3           | 55         | 76         | -21        | 0      |

| Ronde        | Datum | Plaats            | Land  | Score            | Land |
| ------------ | ----- | ----------------- | ----- | ---------------- | ---- |
| Groepsfase   |       |                   |       |                  |      |
| 21 september | Seoel | Joegoslavië       | 19-18 | Verenigde Staten |      |
| 23 september | Seoel | Joegoslavië       | 22-19 | Zuid-Korea       |      |
| 25 september | Seoel | Tsjecho-Slowakije | 21-17 | Joegoslavië      |      |

| Finale groep |             |             |             |             |             |            |            |            |        |
| #            | Land        | Wedstrijden | Wedstrijden | Wedstrijden | Wedstrijden | Doelpunten | Doelpunten | Doelpunten | Punten |
| #            | Land        | G           | W           | G           | V           | V          | T          | Saldo      | Punten |
| 1            | Zuid-Korea  | 3           | 2           | 0           | 1           | 63         | 61         | +2         | 4      |
| 2            | Noorwegen   | 3           | 1           | 1           | 1           | 59         | 57         | +2         | 3      |
| 3            | Sovjet-Unie | 3           | 1           | 1           | 1           | 56         | 55         | +1         | 3      |
| 4            | Joegoslavië | 3           | 1           | 0           | 2           | 52         | 57         | -5         | 2      |

| Ronde        | Datum | Plaats      | Land  | Score       | Land |
| ------------ | ----- | ----------- | ----- | ----------- | ---- |
| Groepsfase   |       |             |       |             |      |
| 27 september | Seoel | Joegoslavië | 15-18 | Sovjet-Unie |      |
| 29 september | Seoel | Joegoslavië | 15-20 | Noorwegen   |      |

### Judo
| Olympiër        | Discipline | Resultaat  | Prestatie                                                                                              |
| --------------- | ---------- | ---------- | --- |
| Drago Bećanović | -65kg (m)  | 9e         | 1ste ronde: W van ALG Dahmani 2de ronde: V van KOR Lee: ippon herkansingen: V van ARG Yafuso: waza-ari |
| Filip Leščak    | -78kg (m)  | 20e        | 1ste ronde: vrij 2de ronde: V van JPN Okada: yuko                                                      |
| Ivan Todorov    | -86kg (m)  | >19e       | 1ste ronde: vrij 2de ronde: V van MGL Baljinnyam: ippon                                                |
| Dragomir Kusmuk | +95kg (m)  | 19e plaats | 1ste ronde: V van URS Verichev: yuko                                                                   |

### Kanovaren
| Olympiër                    | Discipline    | Resultaat | Prestatie |
| --------------------------- | ------------- | --------- | --- |
| Ivan Šabjan                 | C-1 500m (m)  | 10e       | serie 3: 4de in 2.00,55 halve finale 3: 4de in 1.55,99                                                       |
| Ivan Šabjan                 | C-1 1000m (m) | 8e        | serie 2: 4de in 4.11,54 herkansingen: 1ste in 4.20,82 halve finale 1: 3de in 4.08,75 finale: 8ste in 4.24,67 |
| Matija Ljubek Mirko Nišović | C-2 1000m (m) | 12e       | serie 1: 5de in 4.02,10 halve finale 3: 5de in 3.59,04                                                       |

### Roeien
| Olympiër                                                            | Discipline      | Resultaat | Prestatie                                                                       |
| ------------------------------------------------------------------- | --------------- | --------- | ------------------------------------------------------------------------------- |
| Bojan Prešern Sadik Mujkič                                          | twee-zonder (m) | Brons     | serie 2: 1ste in 6.36,35 halve finale 1: 2de in 6.49,44 finale: 3de in 6.38,06  |
| Roman Ambrožič Milan Janša Sašo Mirjanič                            | twee-met (m)    | 8e        | serie 2: 2de in 7.14,96 halve finale 1: 4de in 7.09,45 finale B: 2de in 7.15,82 |
| Sead Marušić Lazo Pivač Darko Varga Vladimir Banjanac Zlatko Celent | vier-met (m)    | 6e        | serie 2: 3de in 6.12,33 halve finale 1: 3de in 6.15,72 finale: 6de in 6;23,28   |

### Schietsport
| Olympiër          | Discipline                 | Resultaat | Prestatie                                                                       |
| ----------------- | -------------------------- | --------- | ------------------------------------------------------------------------------- |
| Goran Maksimović  | 10m luchtgeweer (m)        | Goud      | kwalificatie: 1ste met 594 punten (OR) finale: 1ste met 695,6 punten (OR)       |
| Rajmond Debevec   | 10m luchtgeweer (m)        | 25e       | kwalificatie: 25ste met 585 punten                                              |
| Goran Maksimović  | 50m geweer 3 houdingen (m) | 8e        | Kkalificatie: 8ste met 1173 punten (399-383-391) finale: 8ste met 1271,5 punten |
| Srećko Pejović    | 50m geweer 3 houdingen (m) | 21e       | kwalificatie: 21ste met 1165 punten (395-377-393)                               |
| Goran Maksimović  | 50m geweer liggend (m)     | 11e       | kwalificatie: 11de met 596 punten                                               |
| Srećko Pejović    | 50m geweer liggend (m)     | 47e       | kwalificatie: 47ste met 588 punten                                              |
|                   |                            |           |                                                                                 |
| Mladenka Maleniča | 50m geweer 3 houdingen (v) | 28e       | kwalificatie: 28ste met 570 punten (193-184-193)                                |
| Mladenka Maleniča | 10m luchtgeweer (v)        | 22e       | kwalificatie: 22ste met 387 punten                                              |
| Jasna Šekarić     | 25m pistool (v)            | Brons     | kwalificatie: 1ste met 591 punten (296-295) finale: 3de met 686 punten          |
| Eszter Poljak     | 25m pistool (v)            | 18e       | kwalificatie: 18de met 580 punten (285-295)                                     |
| Jasna Šekarić     | 10m luchtpistool (v)       | Goud      | kwalificatie: 2de met 389 punten finale: 1ste met 489,5 punten                  |
| Eszter Poljak     | 10m luchtpistool (v)       | 25e       | kwalificatie: 25ste met 373 punten                                              |

### Tafeltennis
| Olympiër                           | Discipline     | Resultaat | Prestatie |
| ---------------------------------- | -------------- | --------- | --- |
| Zoran Kalinić                      | enkelspel (m)  | 33e       | groep F: 5de V van SWE Lindh: 2-3 V van GBR Douglas: 0-3 V van TPE Huei-Chieh: 1-3 V van PAK Saif: 1-3 W van EGY Helmy: 3-0 W van BRA Kano: 3-2 W van DOM Fermín: 3-0 |
| Ilija Lupulesku                    | enkelspel (m)  | 9e        | groep H: 2de W van JPN Ono: 3-1 W van ITA Costantini: 3-1 W van HKG Liu: 3-0 W van KOR Kim: 3-0 W van URS Mazunov: 3-2 W van CHI Núñez: 3-0 W van JAM Jones: 3-0 2de ronde: V van CHN Chen: 0-3 (13-21, 18-21, 11-21) |
| Zoran Primorac                     | enkelspel (m)  | 9e        | groep D: 2de V van POL Grubba: 0-3 W van JPN Miyazaki: 3-0 W van FRG Rosskopf: 3-1 W van IND Ghorpade: 3-0 V van NGR Musa: 1-3 W van AUS Haberl: 3-0 W van VEN Lopez: 3-0 2de ronde: V van KOR Yoo: 0-3 (19-21, 7-21, 15-21) |
| Ilija Lupulesku Zoran Primorac     | dubbelspel (m) | Zilver    | groep C: 2de w van CAN Pintea/Ng: 2-0 w van FRA Birocheau/Gatien: 2-1 W van TPE Wu/Huang: 2-1 V van CHN Jiang/Xu: 0-2 W van NGR Musa/Omotara: 2-1 W van URS Mazounov/Rosenberg: 2-0 W van MRI Choy/Hosnanni: 2-0 kwartfinale: W van Zweden Waldner/Appelgren: 2-1 (21-19, 19-21, 21-19) halve finale: W van KOR Kim/Kim: 2-1 (23-21, 19-21, 21-15) finale: V van CHN Chen/Wei: 1-2 (22-20, 8-21, 9-21)                   |
|                                    |                |           | |
| Jasna Fazlić-Reed                  | enkelspel (v)  | 17e       | groep E: 3de V van KOR Hyun: 1-3 W van FRG Nolten: 3-2 V van JPN Hoshino: 0-3 W van NGR Owolabi: 3-0 W van PER Liyau: 3-0 |
| Gordana Perkučin                   | enkelspel (v)  | 25e       | groep G: 4de V van NED Vriesekoop: 0-3 V van BUL Guergueltcheva: 2-3 V van TCH Safarova: 0-3 W van EGY Meshref: 3-0 W van ARG Hae-Ja: 3-0 |
| Gordana Perkučin Jasna Fazlić-Reed | dubbelspel (v) | Brons     | groep A: 3de V van KOR Yang/Hyun: 0-2 V van URS Boulatova/Kovtoun: 0-2 W van HUN Bátorfi/Urbán: 2-0 W van AUS Tepper/Bisiach: 2-0 W van TPE Hsiu-Yu/Li-ju: 2-0 W van HKG Ka Sha/So Hung: 2-0 W van NGR Owolabi/Akanmu: 2-0 kwartfinale: W van TCH Hrachová/Kasalova: 2-0 (21-19, 21-17) halve finale: V van CHN Jiao/Chen: 1-2 (19-21, 21-14, 18-21) bronzen finale: W van JPN Hoshino/Ishida: 2-1 (21-14, 11-21, 21-16) |

### Tennis
| Olympiër                              | Discipline     | Resultaat | Prestatie |
| ------------------------------------- | -------------- | --------- | --- |
| Goran Ivanišević                      | enkelspel (m)  | 33e       | 1ste ronde: V van NZL Evernden: 6-7(0), 3-6, 3-6 |
| Slobodan Živojinović                  | enkelspel (m)  | 17e       | 1ste ronde: W van DEN Christensen: 7-5, 6-2, 6-4 2de ronde: V van FRA Forget: 5-7, 6-7(6), 2-6                                                                           |
| Slobodan Živojinović Goran Ivanišević | dubbelspel (m) | 5e        | 1ste ronde: W van GBR Bates/Castle: 7-5, 2-6, 6-3, 7-6(4) 2de ronde: W van SUI Günthardt/Hlasek: 6-3, 7-6(6), 6-3 kwartfinale: V van ESP Casal/Sánchez: 1-6, 6-7(3), 3-6 |
|                                       |                |           | |
| Sabrina Goleš                         | enkelspel (v)  | 17e       | 1ste ronde: W van ESP Vicaro: 6-4, 6-2 2de ronde: V van ARG Sabatini: 1-6, 0-6                                                                                           |

### Voetbal
| Olympiër | Discipline | Resultaat | Prestatie                                                                |
| --- | ---------- | --------- | ------------------------------------------------------------------------ |
| Ivica Barbarić Dragoljub Brnović Davor Jozić Srečko Katanec Dragoje Leković Mirko Mihić Dušan Milinković Cvijan Milošević Predrag Spasić Vujadin Stanojković Stevan Stojanović Dragan Stojković Davor Šuker Vladislav Ðukić Refik Šabanadžović Toni Savevski Semir Tuce | mannen     | 10e       | groep D: 3de V van Australië: 0-1 W van Nigeria: 3-1 V van Brazilië: 1-2 |

| Groep D |             |             |             |             |             |            |            |            |        |
| #       | Land        | Wedstrijden | Wedstrijden | Wedstrijden | Wedstrijden | Doelpunten | Doelpunten | Doelpunten | Punten |
| #       | Land        | G           | W           | G           | V           | V          | T          | Saldo      | Punten |
| 1       | Brazilië    | 3           | 3           | 0           | 0           | 9          | 1          | +8         | 6      |
| 2       | Australië   | 3           | 2           | 0           | 1           | 2          | 3          | -1         | 4      |
| 3       | Joegoslavië | 3           | 1           | 0           | 2           | 4          | 4          | 0          | 2      |
| 4       | Nigeria     | 3           | 0           | 0           | 3           | 1          | 8          | -7         | 0      |

| Ronde        | Datum   | Plaats    | Land | Score       | Land |
| ------------ | ------- | --------- | ---- | ----------- | ---- |
| Groepsfase   |         |           |      |             |      |
| 18 september | Gwangju | Australië | 1-0  | Joegoslavië |      |
| 20 september | Daejeon | Nigeria   | 1-3  | Joegoslavië |      |
| 22 september | Daejeon | Brazilië  | 2-1  | Joegoslavië |      |

### Waterpolo
| Olympiër | Discipline | Resultaat | Prestatie |
| --- | ---------- | --------- | --- |
| Dragan Andrić Mislav Bezmalinović Perica Bukić Igor Gočanin Deni Lušić Igor Milanović Tomislav Paškvalin Renco Posinković Goran Rađenović Dubravko Šimenc Aleksandar Šoštar Mirko Vičević Veselin Đuho | mannen     | Goud      | groep B: 2de V van Verenigde Staten: 6-7 W van Hongarije: 10-9 W van Griekenland: 17-7 W van Spanje: 10-8 W van China: 17-7 halve finale: W van Bondsrepubliek Duitsland: 14-10 finale: W van Verenigde Staten: 9-7 |

| Groep B |                  |             |             |             |             |        |        |        |        |
| #       | Land             | Wedstrijden | Wedstrijden | Wedstrijden | Wedstrijden | Punten | Punten | Punten | Punten |
| #       | Land             | G           | W           | G           | V           | V      | T      | Saldo  | Punten |
| 1       | Verenigde Staten | 5           | 4           | 0           | 1           | 56     | 40     | +16    | 8      |
| 2       | Joegoslavië      | 5           | 4           | 0           | 1           | 60     | 38     | +22    | 8      |
| 3       | Spanje           | 5           | 3           | 1           | 1           | 48     | 38     | +10    | 7      |
| 4       | Hongarije        | 5           | 2           | 1           | 2           | 50     | 43     | +7     | 5      |
| 5       | Griekenland      | 5           | 1           | 0           | 4           | 45     | 66     | -21    | 2      |
| 6       | China            | 5           | 0           | 0           | 5           | 34     | 68     | -34    | 0      |

| Ronde        | Datum | Plaats                   | Land  | Score            | Land |
| ------------ | ----- | ------------------------ | ----- | ---------------- | ---- |
| Groepsfase   |       |                          |       |                  |      |
| 21 september | Seoel | Verenigde Staten         | 7-6   | Joegoslavië      |      |
| 22 september | Seoel | Hongarije                | 9-10  | Joegoslavië      |      |
| 23 september | Seoel | Griekenland              | 7-17  | Joegoslavië      |      |
| 26 september | Seoel | Spanje                   | 8-10  | Joegoslavië      |      |
| 27 september | Seoel | Joegoslavië              | 17-7  | China            |      |
| Halve finale |       |                          |       |                  |      |
| 30 september | Seoel | Bondsrepubliek Duitsland | 10-14 | Joegoslavië      |      |
| Finale       |       |                          |       |                  |      |
| 1 oktober    | Seoel | Joegoslavië              | 9-7   | Verenigde Staten |      |

### Wielersport
| Olympiër                                           | Discipline         | Resultaat | Prestatie |
| -------------------------------------------------- | ------------------ | --------- | --------- |
| Valter Bonča                                       | wegwedstrijd (m)   | 78e       | 4:32.56   |
| Mićo Brković                                       | wegwedstrijd (m)   | 32e       | 4:32.56   |
| Rajko Čubrić                                       | wegwedstrijd (m)   | 30e       | 4:32.56   |
| Valter Bonča Sandi Papež Robert Šebenik Jože Smole | ploegentijdrit (m) | 15e       | 2:05.35,1 |

### Worstelen
| Olympiër        | Discipline  | Resultaat   | Prestatie |
| Vrije stijl     | Vrije stijl | Vrije stijl | Vrije stijl |
| --------------- | ----------- | ----------- | --- |
| Šaban Trstena   | -52kg (m)   | Zilver      | groep A: 1ste W van GUI Diallo: 4-0 W van PUR Negron: 4-0 W van IRI Torkan: 4-0 W van BUL Yordanov: 3-1 W van TUR Seyanli: 3-1 W van URS Toguzov: 3-0 finale: V van JPN Sato: 1-3      |
| Zoran Galović   | -57kg (m)   | 11e         | groep B: 6de W van MEX Olvera: 3-1 V van KOR Noh: 1-3 V van MGL Battuul: 1-3 |
| Šaban Sejdi     | -74kg (m)   | 11e         | groep B: 6de W van GBR Walker: 3-0 W van GAM Damballey: 4-0 V van USA Monday: 0-3 V van KOR Yoon: 1-3                                                                                  |
| Čedo Nikolovski | -82kg (m)   | 9e          | groep A: 5de V van TPE Chi: 0-4 W van SEN N'Gom: 3-1 W van EGY Hussein: 3-1 V van KOR Han: 0-3                                                                                         |
| Grieks-Romeins  |             |             | |
| Zoran Šorov     | -57kg (m)   | 19e         | groep A: 10de V van BUL Balov: 0-4 V van FIN Pehkonen: 1-3 |
| Nandor Sabo     | -68kg (m)   | 11e         | groep A: 6de V van FIN Sipilä: 0-3,5 W van MAR Souaken: 3-0 W van FRG Passarelli: 3-1 V van JPN Okubo: 1-3                                                                             |
| Franc Podlesek  | -74kg (m)   | 9e          | groep A: 5de W van ESP Sánchez: 4-0 V van USA Butler: 0-2 W van POL Tracz: 3-0 V van BUL Velichkov: 0-3                                                                                |
| Goran Kasum     | -82kg (m)   | 5e          | groep B: 3de W van FIN Niemi: 3-0 V van KOR Kim: 0-3 W van POL Daras: 3-0 V van URS Mamiashvili: 1-3 5-6de plek: W van SWE Fredriksson: 2-0                                            |
| Bernard Ban     | -90kg (m)   | 21e         | groep B: 11de V van FIN Koskela: 0-3 V van URS Popov: 0-3 |
| Jožef Tertei    | -100kg (m)  | 5e          | groep A: 3de W van TCH Masár: 3-0 W van JPN Fukube: 4-0 W van ROU Andrei: 3-0 V van POL Wroński: 0-3 W van URS Gedekhauri: 3-0 V van USA Koslowski: 0-3 5-6de plek: W van KOR Yoo: 4-0 |

### Zeilen
| Olympiër         | Discipline     | Resultaat  | Prestatie                          |
| ---------------- | -------------- | ---------- | ---------------------------------- |
| Roland Milošević | Divisie II (m) | 15e plaats | 164,7 punten: (24-12-6-8-DNF-9-18) |

### Zwemmen
| Olympiër             | Discipline           | Resultaat | Prestatie                                         |
| -------------------- | -------------------- | --------- | ------------------------------------------------- |
| Darjan Petrič        | 400m vrije slag (m)  | 20e       | serie 5: 6de in 3.56,94                           |
| Igor Majcen          | 400m vrije slag (m)  | 28e       | serie 3: 1ste in 3.58,90                          |
| Darjan Petrič        | 1500m vrije slag (m) | 8e        | serie 5: 3de in 15.16,99 finale: 8ste in 15.37,12 |
| Igor Majcen          | 1500m vrije slag (m) | 18e       | serie 4: 7de in 15.29,16                          |
|                      |                      |           |                                                   |
| Anamarija Petričević | 200m schoolslag (v)  | 32e       | serie 3: 6de in 2.40,80                           |
| Anamarija Petričević | 200m wisselslag (v)  | 13e       | serie 3: 4de in 2.19,38 finale B: 5de in 2.19,63  |
| Anamarija Petričević | 400m wisselslag (v)  | 17e       | serie 4: 4de in 4.54,17                           |

Afghanistan · Algerije · Amerikaanse Maagdeneilanden · Amerikaans-Samoa · Andorra · Angola · Antigua en Barbuda · Argentinië · Aruba · Australië · Bahama’s · Bahrein · Bangladesh · Barbados · België · Belize · Benin · Bermuda · Bhutan · Birma · Bolivia · Bondsrepubliek Duitsland · Botswana · Brazilië · Britse Maagdeneilanden · Brunei · Bulgarije · Burkina Faso · Canada · Centraal-Afrikaanse Republiek · Chili · China · Chinees Taipei · Colombia · Congo-Brazzaville · Cookeilanden · Costa Rica · Cyprus · Denemarken · Djibouti · Dominicaanse Republiek · Duitse Democratische Republiek · Ecuador · Egypte · El Salvador · Equatoriaal-Guinea · Fiji · Filipijnen · Finland · Frankrijk · Gabon · Gambia · Ghana · Grenada · Griekenland · Groot-Brittannië · Guam · Guatemala · Guinee · Guyana · Haïti · Honduras · Hongarije · Hongkong · Ierland · IJsland · India · Indonesië · Irak · Iran · Israël · Italië · Ivoorkust · Jamaica · Japan · Joegoslavië · Jordanië · Kaaimaneilanden · Kameroen · Kenia · Koeweit · Laos · Lesotho · Libanon · Liberia · Libië · Liechtenstein · Luxemburg · Malawi · Malediven · Maleisië · Mali · Malta · Marokko · Mauritanië · Mauritius · Mexico · Monaco · Mongolië · Mozambique · Nederland · Nederlandse Antillen · Nepal · Nieuw-Zeeland · Niger · Nigeria · Noord-Jemen · Noorwegen · Oeganda · Oman · Oostenrijk · Pakistan · Panama · Papoea-Nieuw-Guinea · Paraguay · Peru · Polen · Portugal · Puerto Rico · Qatar · Roemenië · Rwanda · Saint Vincent en de Grenadines · Salomonseilanden · Samoa · San Marino · Saoedi-Arabië · Senegal · Sierra Leone · Singapore · Soedan · Somalië · Sovjet-Unie · Spanje · Sri Lanka · Suriname · Swaziland · Syrië · Tanzania · Thailand · Togo · Tonga · Trinidad en Tobago · Tsjaad · Tsjecho-Slowakije · Tunesië · Turkije · Uruguay · Vanuatu · Venezuela · Verenigde Arabische Emiraten · Verenigde Staten · Vietnam · Zaïre · Zambia · Zimbabwe · Zuid-Jemen · Zuid-Korea · Zweden · Zwitserland